# (9360) 1992 EV13
A (9360) 1992 EV13 a Naprendszer kisbolygóövében található aszteroida. Az UESAC program keretében fedezték fel 1992. március 2-án.